# El divino Narciso (auto)
El divino Narciso es el más conocido, original y perfecto de los autos sacramentales de Sor Juana Inés de la Cruz. Fue publicado en México en suelta el año de 1690, un año después de la impresión de Inundación Castálida en Madrid (1689) gracias a la iniciativa de la condesa de Paredes, ex-virreina, amiga y mecenas de la autora. A ella antecede una loa.
En la época que fue compuesto El divino Narciso, el auto sacramental estaba muy mal valorado en el ambiente literario de Hispanoamérica, aunque los autos de Pedro Calderón de la Barca fueron muy bien acogidos. De acuerdo a la gran mayoría de la crítica, Sor Juana es quien perfecciona el auto sacramental y crea los mejores exponentes del género. En El divino Narciso Sor Juana usa un conjunto lírico-dramático para dar vida a los personajes creados. El divino Narciso,consiste en la personificación de Jesucristo, quien vive enamorado de su Imagen, y a partir de ese planteamiento se narra toda la historia. Marcelino Menéndez y Pelayo, Julio Jiménez Rueda y Amado Nervo han coincidido en que El divino Narciso es el más logrado de los autos sorjuanescos.
La loa que antecede al auto alude al tema de la conquista de América y a las tradiciones de los pueblos nativos del continente, aunque este tema no era popular en la literatura de su tiempo. Sor Juana se aprovecha de un rito azteca, representado por un tocotín, en honor a Huitzilopochtli para introducir la veneración a la Eucaristía y ligar las creencias precolombinas con el catolicismo hispánico. Es una de las obras pioneras en representar la conversión colectiva al cristianismo, pues el teatro europeo estaba acostumbrado a representar solo la conversión individual.
La obra cuenta con la participación de personajes mitológicos, alegóricos y en menor medida bíblicos. Naturaleza Humana, la protagonista, dialoga con Sinagoga y Gentilidad, y se enfrenta a Eco y Soberbia. Al mismo tiempo Narciso, el divino pastor hijo de la ninfa Liríope y del río Cefiso, personifica la belleza de la juventud.

## Análisis
En El divino Narciso se presenta al mundo precortesiano como enigmático y misterioso, lleno de tradiciones en principio incomprensibles para los novohispanos de la época. Sor Juana siente simpatía e incluso aprecio por ellos, pues, contrario a la costumbre de la literatura colonial, no representa a los indígenas como seres irracionales y salvajes.
La redención de la humanidad es el móvil más importante de la obra. El divino Narciso es Dios mismo, que busca a a la ovejuela descarriada a fin de llevarla a su rebaño y en el camino encuentra a cada una de las naturalezas humanas. Ello entraña un intento por mostrar la esencia del catolicismo de una manera simple, lo que consigue de una manera magistral.
El pensamiento político del auto corresponde a un proyecto de integración política, más que a un intento de evangelización. En algunas partes Sor Juana denuncia el maltrato que los indígenas sufren a manos de los españoles, por lo que de cierta forma señala que los fundadores de Nueva España fueron los frailes y no los conquistadores. Esta representación de América es única en la literatura colonial hispanoamericana.
Muchos pasajes de El divino Narciso, sobre todo las intervenciones del pastor, recuerdan la obra de San Juan de la Cruz y de Fray Luis de León, dos de los más importantes escritores místicos de la literatura española del siglo XVI.
El título de este auto sacramental alude a El divino Orfeo, de Pedro Calderón de la Barca, quien es, muy probablemente, el escritor que más influyó la obra dramática de Sor Juana Inés de la Cruz.
Los autos sacramentales responden al programa cristiano de revelar mediante la acción teatral la Eucaristía cristiana. En el teatro de evangelización en la América colonial, por otra parte, el auto suele revelar también el sacramento del Bautismo. Fueron los frailes evangelizadores quienes adaptaron este género teatral característico de la fiestas de Corpus Christi importando a América, en el siglo XVI, las piezas teatrales que en la Península se habían representado para convertir a los moros después de la Reconquista, algunas de las cuales forman parte del Códice de autos viejos. Será Pedro Calderón de la Barca el dramaturgo español del Barroco quien, un siglo más tarde, compondrá y representará un nuevo estilo de auto sacramental cuyo propósito, más que la conversión, será la confirmación de los cristianos en la fe católica bajo el programa contrarreformista. El género del auto barroco se caracteriza así por su mayor complejidad teológica y, como en el caso de El Divino Narciso, por abordar otros sacramentos y misterios, como el de la Encarnación, que en el auto de Sor Juana se equipara al reflejo de Dios en la Naturaleza Humana. A la vez, Sor Juana muestra cómo la dulzura de la Religión, caritativa dama española, contrasta ante la firmeza de su marido el Celo, sospechosamente parecido a los conquistadores. El drama sorjuanesco de las querellas maritales tiene su antecedente, otra vez, en Calderón de la Barca.